# Guairaçá
Guairaçá ist eine brasilianische Gemeinde im Bundesstaat Paraná. Es hat 6.587 Einwohner (2022), die Guairaçaenser genannt werden. Seine Fläche beträgt 494 km². Es liegt 477 Meter über dem Meeresspiegel.

## Etymologie
Guairaçá wurde nach dem großen Fluss Guaíra und dem legendären Indianerhäuptling Guairaçá benannt. Dessen Heldentaten bleiben in der Geschichte des Bundesstaates Paraná in Erinnerung als Zeichen der Ehre und Tapferkeit dieses Mannes, der so hart für sein Volk gekämpft hat.

## Geschichte
Die Besiedlung Guairaçás begann 1946 aufgrund der für den Kaffeeanbau besonders geeigneten Böden. Mit der Aussicht auf Fortschritt erwarben Bauern aus verschiedenen Teilen Brasiliens städtische und ländliche Grundstücke. Diese Bauern rodeten den Wald und verbrannten die Vegetation, um die ersten Kaffee- und Getreidekulturen in der Gemeinde anzulegen. Ethnische Gruppen der ersten Siedler waren vorwiegend Italiener, Japaner, Deutsche, Spanier und Portugiesen.
Guairaça wurde durch das Staatsgesetz Nr. 4245 vom 21. Juli 1960 in den Rang eines Munizips erhoben und am 27. August 1960 als Munizip installiert.

## Geografie

### Fläche und Lage
Das Munizip liegt auf dem Terceiro Planalto Paranaense (der dritten Hochebene von Paraná) auf dem Breitengrad 22° 56′ 02″  Süd und dem Längengrad 52° 41′ 09″  West. Es hat eine Fläche von 494 km². Die Meereshöhe beträgt 477 Meter.

### Klima
In Guairaçá ist das Klima tropisch. Es gibt das ganze Jahr über deutliche Niederschläge (1649 mm pro Jahr). Selbst der trockenste Monat weist noch hohe Niederschlagsmengen auf. Die Klassifikation des Klimas nach Köppen und Geiger lautet Af. Die Jahresdurchschnittstemperatur liegt bei 22,7 °C.

### Gewässer
Guairaçá liegt auf dem Höhenrücken zwischen Ivai und Paranapanema. Im Munizip entspringen der Ribeirão do Corvo und der Ribeirão da Coroa de Frade, die nach Norden zum Paranapanema fließen. Ribeirão da Paixão, Ribeirão Lica und Ribeirão Selma fließen nach Süden zum Ivaí.

### Straßen
Guairaçá liegt an der BR-376 (Rodovía do Café) zwischen Paranavaí im Osten und Nova Londrina und Diamante do Norte nahe der Grenze zu Mato Grosso do Sul.

### Nachbarmunizipien
| Itaúna do Sul                            | Terra Rica                                  |           |
| Nova Londrina                            | Kompassrose, die auf Nachbargemeinden zeigt | Paranavaí |
| Planaltina do Paraná und Loanda (Paraná) | Amaporã                                     |           |

## Stadtverwaltung
- Bürgermeister:  Marcelo Alves de Oliveira,  PP, Amtszeit 2021–2024[6]
- Vizebürgermeister: Claudio Roberto Ribeiro, PP, Amtszeit 2021–2024.

## Demografie

### Bevölkerungsentwicklung
Quelle: IBGE (2011)
| Jahr | Einwohner | Stadt | Land  |
| ---- | --------- | ----- | ----- |
| 1960 |           |       |       |
| 1970 | 7.922     | 945   | 6.977 |
| 1980 | 7.099     | 2.642 | 4.457 |
| 1991 | 5.556     | 3.129 | 2.427 |
| 2000 | 5.898     | 4.098 | 1.800 |
| 2010 | 6.197     | 4.959 | 1.238 |
| 2021 | 6.587     | –     | –     |

Quelle: IBGE (2011) und Volkszählung 2022

### Ethnische Zusammensetzung
Ethnische Gruppen nach der statistischen Einteilung des IBGE (Stand: 1991, 2000 und 2010):
| Gruppe*     | 1991  | 2000  | 2010  | |
| ----------- | ----- | ----- | ----- | --- |
| Weiße       | 3.183 | 3.935 | 3.153 | wer sich als "weiß" erklärt                                                                                     |
| Schwarze    | 180   | 211   | 209   | wer sich als "schwarz" erklärt                                                                                  |
| Gelbe       | 36    | 39    | 77    | Personen fernöstlicher Herkunft wie japanisch, chinesisch, koreanisch etc.                                      |
| Braune      | 2.157 | 1.685 | 2.754 | wer sich als "braun" erklärt oder wer sich mit einer Mischung von zwei oder mehr der fünf Gruppen identifiziert |
| Indigene    | –     | 23    | 3     | wer sich als Ureinwohner oder Indio erklärt                                                                     |
| ohne Angabe | –     | 5     | –     | |
| Gesamt      | 5.556 | 5.898 | 6.196 | |

*) Das IBGE verwendet für Volkszählungen seit 1991 ausschließlich diese fünf Gruppen. Die Gruppenzugehörigkeit wird bei der Befragung vom Einwohner selbst festgelegt. Das IBGE verzichtet bewusst auf Erläuterungen.

## Wirtschaft
Die erwerbstätige Bevölkerung setzt sich wie folgt zusammen: 65 % in der Landwirtschaft, Viehzucht, Forstwirtschaft, Fischerei und Aquakultur, 13 % im Handel, 13 % in der Industrie und 9 % im Baugewerbe.